# Volere volare (singolo)
Volere volare è un singolo del cantanti italiani Federico Stragà e Anna Tatangelo, pubblicato il 4 marzo 2003.

## Descrizione
La title track è stata scritta e composta da Bungaro e Claudio Passavanti e pubblicata delle Edizioni musicali Scommessa. Il singolo è stato poi pubblicato il 4 marzo 2003 dall'etichetta discografica EMI Italiana in un'unica edizione in formato CD, con numero di catalogo 5520302. Il singolo contiene due versioni dello stesso brano: la versione cantata e la versione strumentale come seconda traccia.
La canzone ha partecipato al Festival di Sanremo 2003, classificandosi al diciassettesimo posto.
In autunno la versione cantata è stata inclusa in Attimo x attimo, l'album di debutto della Tatangelo.

## Tracce
- Testi e musiche di Bungaro, Claudio Passavanti.

1. Volere volare
2. Volere volare (Instrumental)

## Classifiche
| Classifica | Posizione |
| ---------- | --------- |
| Italia     | 35        |

## Crediti

### Musicisti
- Federico Stragà - voce
- Anna Tatangelo - voce

### Personale tecnico
- Giuseppe Spada - grafica
- Aaron Baghetti - fotografia